# 筑川利希也
筑川 利希也（ちくがわ りきや、1982年7月17日 - ）は、Hondaに所属していた元社会人野球の選手（投手）、コーチ。右投げ左打ち。

## 来歴・人物
神奈川県相模原市出身。小学校1年から「相南ジュニアーズ」で野球を始める。相模原市立東林中学校3年生の時に第19回全国中学校軟式野球大会にエースとして出場しベスト8。
東海大相模高校在籍の2000年、第72回選抜高等学校野球大会でエースとしてマウンドを守り、優勝投手になる。夏も優勝候補と目されながら、神奈川大会で中指の爪が割れ、神奈川県立商工高等学校に敗戦。
高校卒業後は東海大学に進学。野球部では1年秋のリーグでベストナインと最優秀防御率のタイトルを獲得したが、その後肘を故障。右肘側副靭帯損傷と遊離軟骨神経脱臼という選手生命にかかわる大怪我だったことから手術とリハビリテーションに全治2年を費やし、大学卒業時のドラフトの指名から漏れた。首都大学リーグでは通算10試合に登板し、4勝1敗。
大学卒業後の2005年に本田技研工業に入社。ホンダでは2年目の翌2006年から公式戦に登板するようになったが、エース吉原道臣もドラフト候補だったためにチーム事情によりドラフト指名見送りをチームが希望し、それに対し、強行指名するチームはなかった。吉原のプロ入り後、徐々に重要な試合でのマウンドを任されるようになり、チームのエースに成長し、2009年の第80回都市対抗野球大会では4試合に登板し、3勝を挙げ、最優秀選手賞（橋戸賞）を獲得した。再びドラフト候補となったがその後再び故障し、同年の社会人野球日本選手権大会での登板はなく、ドラフト指名からも漏れた。
その後も故障に苦しめられ、登板機会は少ないまま推移し、2015年限りで現役を退くことが発表された。
引退後はHondaに残りコーチを務めていたが、後に退任し、社業に携わっている。

## 日本代表キャリア
なし（2009年の第38回IBAFワールドカップ日本代表として発表されたが、故障のため辞退）

## 主な表彰・タイトル
- 第80回都市対抗野球大会橋戸賞（2009年）
- 社会人ベストナイン1回（2009年・投手）
- 都市対抗野球大会10年連続出場（2014年）